# 辰巳栄一
辰巳 栄一（たつみ えいいち、1895年（明治28年）1月19日 - 1988年（昭和63年）2月17日）は、日本の陸軍軍人。最終階級は陸軍中将。公職追放中にもかかわらず、吉田茂とGHQの橋渡しを務めた。そのとき、吉田にウィロビーを引き合わせた。戦後の連合軍占領中にウィロビーの発案で河辺機関が組織された。

## 経歴
佐賀県出身。商業・辰巳兵三郎の二男として生まれる。佐賀中学校を経て1915年5月、陸軍士官学校（27期）を卒業。同年12月、歩兵少尉に任官し歩兵第21連隊付となる。独立守備隊第4大隊付、陸軍歩兵学校付などを経て1925年11月、陸軍大学校（37期）を優等で卒業し歩兵第21連隊中隊長に就任した。
1926年12月、教育総監部付勤務となり教育総監部課員を経て1928年5月から翌年5月まで臨時第3師団参謀を務め山東出兵に出動した。1930年7月、イギリス駐在に発令され翌月、歩兵少佐に昇進。1931年1月、イギリス大使館付武官補佐官となり関東軍参謀、兼満州国大使館付武官補佐官、参謀本部員を歴任し1934年8月、歩兵中佐に進級。
1935年8月、第5師団参謀に就任しイギリス大使館付武官に転じ、1937年11月、歩兵大佐に昇進。1938年4月、参謀本部付となり参謀本部課長を経て1939年12月、イギリス大使館付武官に発令（当時の大使が吉田茂）。1940年8月、陸軍少将に進級。太平洋戦争開戦に伴い1942年7月、交換船でイギリスから引き揚げ帰国した。
1942年9月、東部軍参謀長となり1943年10月、陸軍中将に進んだ。1945年2月、第12方面軍参謀長に就任。翌月、第3師団長に親補され中国へ出征し鎮江で終戦を迎えた。1946年5月に復員。1947年（昭和22年）11月28日、公職追放仮指定を受けた。
警察予備隊の幹部人選に駐英武官当時からの上司であった吉田茂の腹心として関与（吉田内閣で軍事顧問）、同期の木村松治郎、宮野正会ら旧陸軍の将官クラスをまとめてその基礎を作った。一方で中央情報局（CIA）の協力者「POLESTAR-5」（他にも「首相に近い情報提供者」「首相の助言者」等と呼ばれた）として内閣調査室（現在の内閣情報調査室）や後の自衛隊の設置に関わる資料をアメリカ政府に流していた事が2009年10月、有馬哲夫・早稲田大学教授のアメリカ国立公文書記録管理局における機密解除資料調査で確認された。1975年1月から1978年12月まで偕行社会長を務めた。

## 栄典
- 1945年（昭和20年）1月25日 - 勲二等瑞宝章[5]

## 親族
- 弟：辰巳繁（海軍主計大佐）

### 評伝
- 湯浅博『歴史に消えた参謀　吉田茂の軍事顧問　辰巳栄一』 産経新聞出版、2011年/文春文庫、2013年